# Полідору да Фонсека Кінтанілья Жордан
Полідору да Фонсека Кінтанілья Жордан, віконт Санта-Тереза (порт. Polidoro da Fonseca Quintanilha Jordão, o Visconde de Santa Teresa, 2 листопада 1792 — 13 січня 1879) — бразильський генерал та міністр, відомий своєю службою у війнах Фаррапус та Потрійного альянсу.